# Casa del Salone nero

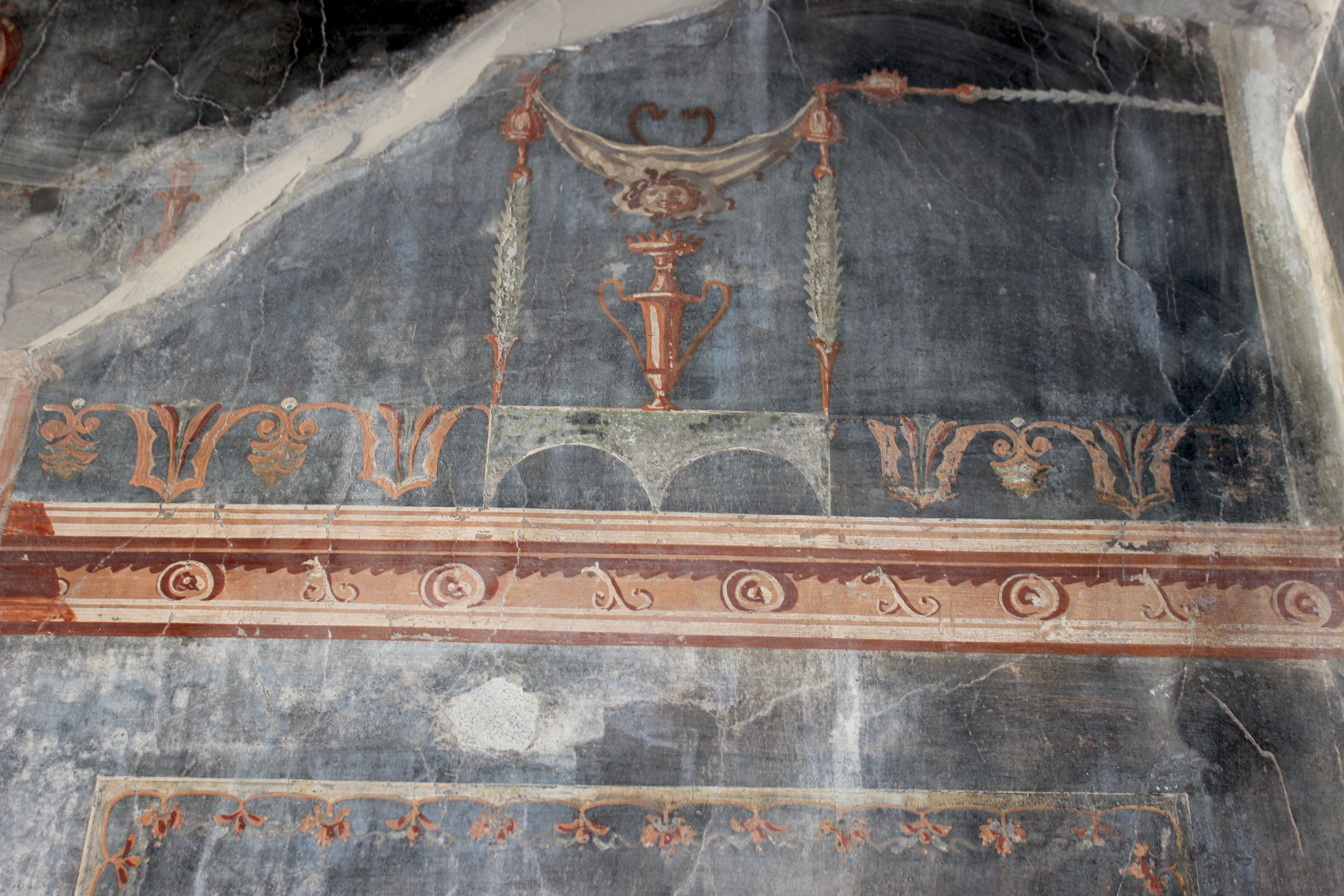
Detail einer schwarzgrundigen Malerei

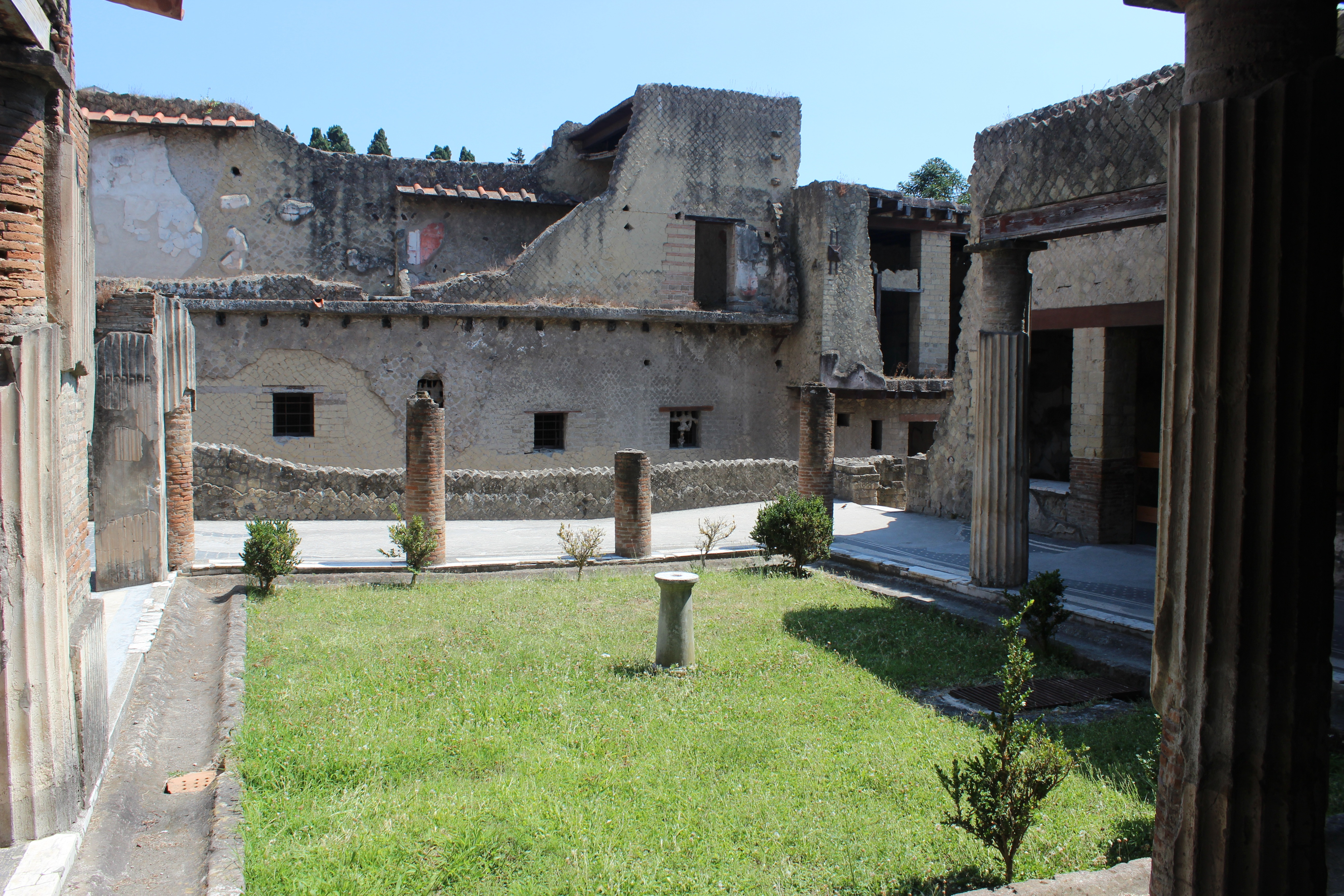
Blick auf das Peristyl des Hauses

Die Casa del Salone nero (Haus des schwarzen Wohnzimmers) befindet sich in  Herculaneum (VI.13, 11) und ist vor allem wegen ihrer qualitätsvollen Wandmalereien bekannt. Sie erhielt ihren modernen Namen aufgrund der schwarzgrundigen Malereien in einem der Haupträume des Hauses.
Das Haus wurde 1939 und 1958/59 unter der Leitung von Amedeo Maiuri ausgegraben. Bei den Grabungen fanden sich 1939 39 Wachstafeln, die die Angelegenheiten des Freigelassenen und Augustalen Lucius Venidius Ennychus um das Jahr 40 n. Chr. zum Thema haben. Sie fanden sich auf einem Regal im oberen Stockwerk des Hauses und belegen den Streit des Freigelassenen um das Recht der römischen Staatsbürgerschaft (die er auch erhielt) für sich selbst, aber auch für seine Gattin Livia Acte und für die einjährige Tochter. L. Venedius Ennychus ist auch aus anderen Quellen der Stadt bekannt und war eventuell der letzte Besitzer des Hauses.
Das große Haus wird im Westen über die Fauces betreten; links und rechts davon befinden sich Läden. Von den Fauces gelangt man in das Atrium, mit einem Marmorimpluvium. An der Rückseite befindet sich ein besonders großes Tablinum. Dahinter liegt das Peristyl. Das Tablinum zeigt architektonische Malereien im 4. Stil. An der nördlichen Seite des Peristyls gibt es einen Saal (Oecus) mit schwarzgrundigen Architekturmalereien im 4. Stil, der dem Haus seinen heutigen Namen gab. Bemerkenswert ist die leicht gewölbte Decke, deren Malereien auch erhalten sind. Daneben befindet sich ein kleinerer Saal mit gut erhaltenen Malereien, wiederum im 4. Stil und auch auf schwarzem Grund.